# Světelnost
Světelnost je bezrozměrná veličina udávající podíl světla, které propustí optická soustava, k níž se údaj vztahuje. Obvykle je udávána jako číslo udávající jmenovatel ve zlomku s čitatelem 1, je to tedy podíl světla, který soustava propustí.
Například teoreticky ideální fotografický objektiv propustí veškeré světlo v úhlu záběru, měl by tedy ve jmenovateli 1 (1/1), tedy světelnost 1. Reálné optické soustavy vždy část světla pohltí a mají tedy číslo světelnosti vyšší (např. 2 = propustí 1/2 = polovinu, 5 propustí 1/5 = pětinu apod.).
Světelnost soustavy lze regulovat zacloněním.

## Poznámka
V některých publikacích se stává, že je světelnost zaměňována s veličinou svítivost, nebo jasnost. Svítivost se ovšem vztahuje k pozorovanému předmětu např. žárovce, hvězdě apod., má buď absolutní, popř. relativní hodnotu (kandela, magnituda, dříve např. svíčka).